# شانتيس (إزار)
شانتيس هي بلدية في إزار في جنوب شرق فرنسا.